# Herbert E. Gregory
Herbert Ernest Gregory (1869-1952) was een Amerikaans geoloog aan de Yale University die bekend stond om zijn vroege 20e-eeuwse verkenningen van het Colorado-plateau in Arizona en Utah. Een van zijn belangrijkste werken is Colorado Plateau Region, uitgegeven door de United States Geological Survey ter gelegenheid van de sponsoring door de Verenigde Staten van het 16e International Geological Congress.
Gregory was student aan de Harvard University onder de Amerikaanse geograaf William Morris Davis. Hij was de directeur van de afdeling geologie aan de Yale University, waar hij werkte aan de uitbreiding van de afdeling met de nadruk op menselijke geografie. Van 1919 tot 1936 was hij directeur van het Bishop Museum in Hawaii, waar hij in 1961, na zijn dood, werd geëerd met een naar hem vernoemde medaille. De Herbert E. Gregory-medaille wordt om de vier jaar uitgereikt aan een vooraanstaande wetenschapper in het Pacifisch gebied.
Zijn baanbrekende werk omvatte het in kaart brengen van een groot deel van de geologie van het gesteente van het Colorado-plateau, met name in geologische monografieën die zich concentreerden op wat nu de Navajo-natie is in het noordoosten van Arizona en het zuidoosten van Utah. Naast vele andere prestaties was hij de eerste die de Chinle-formatie in het Boven-Trias benoemde en beschreef, die beroemd is vanwege het behoud van een uitgebreid fossiel verslag van terrestrische ecosystemen uit het Laat-Trias, inclusief gefossiliseerde boomstammen.
In 1931 publiceerde Gregory de eerste geologische kaart van het Grand Staircase-Escalante National Monument. Gregory verklaarde dat er geen fossielen waren ontdekt; er werden er echter vele later gevonden.
- Biblioteca Nacional de España: XX5387328
- Bibliothèque nationale de France: cb165201712 (data)
- Gemeinsame Normdatei: 1095553038
- International Standard Name Identifier: 0000 0001 2021 4362
- Library of Congress Control Number: n93057536
- Nationale Bibliotheek van Tsjechië: uk2013787145
- Nationale Bibliotheek van Israël: 987007270620605171
- Nederlandse Thesaurus van Auteursnamen: 160659280
- Système universitaire de documentation: 13680053X
- Trove: 916129
- Virtual International Authority File: 15134227
- WorldCat: E39PBJrRhhXyYXYmcfMYWMP4v3